# Una o ninguna
Una o ninguna es el quinto álbum de estudio que vio la luz de la banda viguesa Aerolíneas Federales.
Editado por RCA en 1991 en él ya no participan en ninguna medida ni Miguel Costas ni Coral Alonso que habían sido hasta entonces dos de los pilares más importantes del grupo.
El disco en el que participa como vocalista Silvia García (conocida como Silvia Superstar), que tras este proyecto fundaría Killer Barbies, sigue fiel al estilo que acompañó a la banda durante toda su trayectoria con canciones sencillas y desenfadadas de aire adolescente en el que el rock y el pop se mezclaban con sonidos como el punk o el ska.
Tras la publicación de este álbum la banda aún seguiría un tiempo en activo entre otras cosas colaborando con el programa de televisión Xabarín Club de la TVG, que en su momento les incluiría en su serie de discos como A cantar con Xabarín junto a otros grupos gallegos y del resto de España.

## Lista de canciones
- "Asesiné a mi novio". - 3:10
- "No sigas mi camino". - 3:00
- "Otro domingo". - 3:50
- "Bésame". - 2:01
- "Esta es nuestra noche". - 3:20
- "Huesos, sangre y trozos de carne". - 3:00
- "Quiero que me lobotomices". - 2:40
- "Una madre es una madre". - 3:15
- "Voy a cantar". - 2:52
- "Lulú". - 3:42
- "Una o ninguna". - 3:45